# ماهی خوش‌گوشت
ماهی خوش‌گوشت (نام علمی: Stenotomus chrysops) یا اسکاپ (Scup) نام یک گونه از تیره شانک‌ماهیان است.